# Wereldkampioenschap voetbal 1970 (kwalificatie AFC & OFC)
In totaal schreven 13 landen zich in om mee te doen aan de kwalificatie van het Wereldkampioenschap voetbal 1970. Noord-Korea trok zich echter terug. Er was 1 plek beschikbaar. In de finale won Israël van Australië en kwalificeerde daarmee voor het hoofdtoernooi. Het toernooi duurde van 10 oktober tot en met 14 december 1969.

## Opzet
- Eerste ronde: Israël, Nieuw-Zeeland en Rhodesië (Afrika) en Noord-Korea hadden een vrijstelling voor deze ronde. Australië, Japan en Zuid-Korea zouden elk 2 wedstrijden spelen tegen elkaar, alle wedstrijden vonden plaats in Zuid-Korea.
- Tweede ronde: De winnaar van de eerste ronde speelt samen met de vrijgestelde teams (Israël, Nieuw-Zeeland en Rhodesië). Noord-Korea trok zich terug, omdat het weigerde te spelen tegen Israël. Deze vier teams werden opgedeeld in 2 groepen van 2 en de winnaar van iedere groep spelen tegen elkaar voor een plaats in de finale.
- Finale: De twee winnaar uit de tweede ronden speelden uit- en thuiswedstrijd voor een WK-ticket.

## Gekwalificeerd land
| FIFA-lid | Kwalificatie | Aantal dln. (incl. 1970) | Dln. op rij | Eerste dln. | Laatste dln. | Titels (excl. 1970) | Beste prestatie |
| -------- | ------------ | ------------------------ | ----------- | ----------- | ------------ | ------------------- | --------------- |
| Israël   | Finale       | 1e                       | 1           | n.v.t.      | n.v.t.       | n.v.t.              | n.v.t.          |

## Wedstrijden
De finale in de Aziatische/ Oceanische zone ging tussen Australië en Israël. Australië had er wel meer moeite voor moeten doen, het won eerst een toernooi in Seoul met Zuid-Korea en Japan als tegenstanders, het won eerder met 1-2 van Zuid-Korea, een 1-1 gelijkspel in de tweede wedstrijd zorgde ervoor dat de voorsprong van twee punten werd vastgehouden. Daarna was Rhodesië de tegenstander, het Afrikaanse land was ingedeeld in de Aziatische/ Oceanische zone, omdat geen enkele Afrikaans land tegen Rhodesië wilde spelen, omdat een blanke minderheidsregieme het land onafhankelijk had verklaard. Alle wedstrijden in de Portugese kolonie Mozambique gespeed. Er was een beslissingswedstrijd nodig, die Australië met 3-1 won. Israël hoefde alleen Nieuw-Zeeland te verslaan, aangezien Noord-Korea om politieke redenen niet tegen Israël wilde spelen.
In de finale nam Israël een 1-0 voorsprong in Tel Aviv, David Zeman maakte een eigen doelpunt. Tien dagen later volgde de return in Sydney: na11 minuten zorgde Mordechai Spiegler ook in deze wedstrijd voor een voorsprong, een late gelijkmaker aan Australische zijde was niet genoeg voor de eerste (en voorlopig laatste) deelname van Israël aan het Wereldkampioenschap.

### Eerste ronde
| Pos | Land       | Wed | Win | Gel | Ver | DV | DT | +/− | Pnt |
| --- | ---------- | --- | --- | --- | --- | -- | -- | --- | --- |
| 1.  | Australië  | 4   | 2   | 2   | 0   | 7  | 4  | +3  | 6   |
| 2.  | Zuid-Korea | 4   | 1   | 2   | 1   | 6  | 5  | +1  | 4   |
| 3.  | Japan      | 4   | 0   | 2   | 2   | 4  | 8  | –4  | 2   |

|                               |                                     |       |              |                                                                         |
| 10 oktober 1969 19:30 (UTC+9) | Australië                           | 3 – 1 | Japan        | Dongdaemunstadion, Seoel Toeschouwers: 7.000 Scheidsrechter: Nice (MAS) |
| 10 oktober 1969 19:30 (UTC+9) | McColl 5' Ogi 68' (e.d.) Baartz 69' |       | 11' Watanabe | Dongdaemunstadion, Seoel Toeschouwers: 7.000 Scheidsrechter: Nice (MAS) |

|                               |                               |       |                           |                                                                                     |
| 12 oktober 1969 16:30 (UTC+9) | Zuid-Korea                    | 2 – 2 | Japan                     | Dongdaemunstadion, Seoel Toeschouwers: 35.000 Scheidsrechter: Cheung Tang-Sun (CHN) |
| 12 oktober 1969 16:30 (UTC+9) | Kim Ki-bok 8' Park Soo-Il 39' |       | 34' Miyamoto 50' Kuwahara | Dongdaemunstadion, Seoel Toeschouwers: 35.000 Scheidsrechter: Cheung Tang-Sun (CHN) |

|                               |                |       |                        |                                                                                         |
| 14 oktober 1969 19:30 (UTC+9) | Zuid-Korea     | 1 – 2 | Australië              | Dongdaemunstadion, Seoel Toeschouwers: 25.000 Scheidsrechter: Govindasamy Suppiah (SIN) |
| 14 oktober 1969 19:30 (UTC+9) | Lee Yi-woo 45' |       | 37' Watkiss 82' McColl | Dongdaemunstadion, Seoel Toeschouwers: 25.000 Scheidsrechter: Govindasamy Suppiah (SIN) |

|                               |            |       |             |                                                                            |
| 16 oktober 1969 18:30 (UTC+9) | Australië  | 1 – 1 | Japan       | Dongdaemunstadion, Seoel Toeschouwers: 4.000 Scheidsrechter: Suvaree (THA) |
| 16 oktober 1969 18:30 (UTC+9) | McColl 39' |       | 4' Miyamoto | Dongdaemunstadion, Seoel Toeschouwers: 4.000 Scheidsrechter: Suvaree (THA) |

|                               |                        |       |       |                                                                                 |
| 18 oktober 1969 16:00 (UTC+9) | Zuid-Korea             | 2 – 0 | Japan | Dongdaemunstadion, Seoel Toeschouwers: 25.000 Scheidsrechter: Lee Kan Chi (HKG) |
| 18 oktober 1969 16:00 (UTC+9) | Jeong Gang-Ji 17', 40' |       |       | Dongdaemunstadion, Seoel Toeschouwers: 25.000 Scheidsrechter: Lee Kan Chi (HKG) |

|                               |                 |       |            |                                                                          |
| 20 oktober 1969 18:30 (UTC+9) | Zuid-Korea      | 1 – 1 | Australië  | Dongdaemunstadion, Seoel Toeschouwers: 25.000 Scheidsrechter: Nice (MAS) |
| 20 oktober 1969 18:30 (UTC+9) | Park Soo-Il 29' |       | 58' Baartz | Dongdaemunstadion, Seoel Toeschouwers: 25.000 Scheidsrechter: Nice (MAS) |

### Tweede ronde

#### Groep 1
| Pos | Land      | Wed | Win | Gel | Ver | DV | DT | +/− | Pnt |
| --- | --------- | --- | --- | --- | --- | -- | -- | --- | --- |
| 1=  | Australië | 2   | 2   | 0   | 2   | 0  | 1  | 1   | 0   |
| 1=  | Rhodesië  | 2   | 2   | 0   | 2   | 0  | 1  | 1   | 0   |

|                  |            |       |              |                                                            |
| 23 november 1969 | Australië  | 1 – 1 | Rhodesië     | Lourenço Marques, Mozambique Scheidsrechter: Ribeiro (POR) |
| 23 november 1969 | McColl 68' |       | 63' Chalmers | Lourenço Marques, Mozambique Scheidsrechter: Ribeiro (POR) |

|                  |          |              |           |                                                            |
| 27 november 1969 | Rhodesië | 0 – 0 (n.v.) | Australië | Lourenço Marques, Mozambique Scheidsrechter: Ribeiro (POR) |
| 27 november 1969 |          |              |           | Lourenço Marques, Mozambique Scheidsrechter: Ribeiro (POR) |

Omdat Australië en Rhodesië gelijk eindigden werd er een extra play-off gespeeld om te bepalen welk land naar de finaleronde mag.
|                  |              |       |                                             |                                                            |
| 29 november 1969 | Rhodesië     | 1 – 3 | Australië                                   | Lourenço Marques, Mozambique Scheidsrechter: Ribeiro (POR) |
| 29 november 1969 | Chalmers 54' |       | 17' Warren 22' (e.d.) Tegire 57' Rutherford | Lourenço Marques, Mozambique Scheidsrechter: Ribeiro (POR) |

Australië won de play-off en kwalificeerde zich daarmee voor de finaleronde.

#### Groep 2
| Pos | Land          | Wed            | Win            | Gel            | Ver            | DV             | DT             | +/−            | Pnt            |
| --- | ------------- | -------------- | -------------- | -------------- | -------------- | -------------- | -------------- | -------------- | -------------- |
| 1   | Israël        | 4              | 2              | 2              | 0              | 0              | 6              | 0              | +6             |
| 2   | Nieuw-Zeeland | 0              | 2              | 0              | 0              | 2              | 0              | 6              | −6             |
| —   | Noord-Korea   | teruggetrokken | teruggetrokken | teruggetrokken | teruggetrokken | teruggetrokken | teruggetrokken | teruggetrokken | teruggetrokken |

|                   |                                              |       |               |                                                           |
| 28 september 1969 | Israël                                       | 4 – 0 | Nieuw-Zeeland | Ramat Ganstadion, Ramat Gan Scheidsrechter: Nassiri (IRN) |
| 28 september 1969 | Spiegler 48' Spiegel 65' Feigenbaum 72', 86' |       |               | Ramat Ganstadion, Ramat Gan Scheidsrechter: Nassiri (IRN) |

|                |               |                          |        |                                                           |
| 1 oktober 1969 | Nieuw-Zeeland | 2 – 0                    | Israël | Ramat Ganstadion, Ramat Gan Scheidsrechter: Nassiri (IRN) |
| 1 oktober 1969 |               | 24' Spiegler 33' Spiegel |        | Ramat Ganstadion, Ramat Gan Scheidsrechter: Nassiri (IRN) |

### Finaleronde
|                 |                  |       |           |                                                                       |
| 4 december 1969 | Israël           | 1 – 0 | Australië | Ramat Ganstadion, Ramat Gan Scheidsrechter: Ferdinand Marschall (AUT) |
| 4 december 1969 | Zeman 16' (e.d.) |       |           | Ramat Ganstadion, Ramat Gan Scheidsrechter: Ferdinand Marschall (AUT) |

|                  |                       |                  |                     |                                                                        |
| 14 december 1969 | Australië Watkiss 88' | 1 – 1 (1–2 agg.) | Israël 79' Spiegler | Sydney Sports Ground, Sydney Scheidsrechter: Ferdinand Marschall (AUT) |
| 14 december 1969 |                       |                  |                     | Sydney Sports Ground, Sydney Scheidsrechter: Ferdinand Marschall (AUT) |

Israël wint met 2–1 over twee wedstrijden en kwalificeert zich daarmee voor het hoofdtoernooi.